# Nowe Sady (Opole)
Pour les articles homonymes, voir Nowe Sady.
Nowe Sady est une localité polonaise de la gmina et du powiat de Głubczyce en voïvodie d'Opole.